# Take Your Shoes Off
Albums de Robert Cray
Sweet Potato Pie
(1997) Shoulda Been Home
(2001)
Take Your Shoes Off est un album studio de Robert Cray. Il a reçu le grammy Award du meilleur album de blues contemporain lors de la 42e cérémonie des Grammy Awards.

## Liste des pistes
| No  | Titre                                | Auteur                        | Durée |
| --- | ------------------------------------ | ----------------------------- | ----- |
| 1.  | Love Gone to Waste                   | Tom Bingham, Willie Mitchell  | 4:39  |
| 2.  | That Wasn't Me                       | Cray                          | 4:45  |
| 3.  | All the Way                          | Cray, Sue Turner-Cray         | 5:11  |
| 4.  | There's Nothing Wrong                | Cray                          | 4:54  |
| 5.  | 24-7 Man                             | Mack Rice, Jon Tiven          | 3:22  |
| 6.  | Pardon                               | Cray                          | 5:49  |
| 7.  | Let Me Know                          | Cray                          | 4:25  |
| 8.  | It's All Gone                        | Steve Jordan, Meegan Voss     | 5:21  |
| 9.  | Won't You Give Him (One More Chance) | Joseph Martin, Winfield Scott | 3:11  |
| 10. | Living Proof                         | Jim Pugh                      | 5:31  |
| 11. | What About Me                        | Cray                          | 6:47  |
| 12. | Tollin' Bells                        | Willie Dixon                  | 5:57  |

## Musiciens
- Robert Cray – chant, guitare, bajo sexto
- Steve Jordan – guitare, bajo sexto, claviers, basse, batterie, caisse claire, percussions, chœur
- Jo-El Sonnier – accordéon
- Jim Horn – saxophone ténor, saxophone baryton
- Bobby Keys, Jim Spake, Doug Moffet – saxophone ténor
- James Mitchell – saxophone baryton
- Scott Thompson – trompette
- Jack Hale – trombone
- Jim Pugh – claviers
- Karl Sevareid – basse
- Kevin Hayes – batterie
- The Nashelles – chœurs
- The Memphis Horns : Andrew Love – saxophone ténor ; Wayne Jackson – trompette